# عبدالخان پایین
عبدالخان پایین، که شیخ عزیز فعیل از دودمان بني لام  عبدالخان  از اولین ساکنان آن است روستایی از توابع بخش مرکزی شهرستان کرخه در استان خوزستان ایران است.

## جمعیت
این روستا در دهستان سیدعباس قرار دارد و براساس سرشماری مرکز آمار ایران در سال ۱۳۹۵، جمعیت آن ۳،۰۶۱ نفر (۷۹۵ خانوار) بوده‌است.